# Kantoni departmaja Ain
Ta članek predstavlja seznam kantonov v departmaju Ain v Franciji. Po ustanovitvi departmajske strukture leta 1790 je bilo sestavljeno iz 49 kantonov, med prenovo kantonskega zemljevida leta 1801 pa se je število zmanjšalo na 32, nato pa se je zaradi demografskih sprememb sčasoma povečalo na 43. Kantonalna preureditev iz leta 2014, ki je veljala od departmajskih volitev marca 2015, je zmanjšala število kantonov na 23.

## Kantonalna preureditev iz leta 2014

### Podrobna sestava
| #  | Kanton ime               | Centralizing office      | Št. prebivalcev (2018) | Število občin               | Občine, ki sestavljajo kanton |
| -- | ------------------------ | ------------------------ | ---------------------- | --------------------------- | --- |
| 1  | Ambérieu-en-Bugey        | Ambérieu-en-Bugey        | 30.257                 | 18                          | L'Abergement-de-Varey, Ambérieu-en-Bugey, Ambronay, Ambutrix, Arandas, Argis, Bettant, Château-Gaillard, Cleyzieu, Conand, Douvres, Nivollet-Montgriffon, Oncieu, Saint-Denis-en-Bugey, Saint-Maurice-de-Rémens, Saint-Rambert-en-Bugey, Torcieu, Vaux-en-Bugey. |
| 2  | Attignat                 | Attignat                 | 24.762                 | 18                          | Attignat, Béréziat, Bresse Vallons, Buellas, Confrançon, Curtafond, Foissiat, Jayat, Malafretaz, Marsonnas, Montcet, Montracol, Montrevel-en-Bresse, Polliat, Saint-Didier-d'Aussiat, Saint-Martin-le-Châtel, Saint-Sulpice, Vandeins. |
| 3  | Valserhone               | Valserhône               | 21.898                 | 12                          | Billiat, Champfromier, Chanay, Confort, Giron, Injoux-Génissiat, Montanges, Plagne, Saint Germain-de-Joux, Surjoux-Lhopital, Valserhône, Villes. |
| 4  | Belley                   | Belley                   | 24.679                 | 33                          | Ambléon, Andert-et-Condon, Arboys en Bugey, Belley, Brégnier-Cordon, Brens, La Burbanche, Ceyzérieu, Chazey-Bons, Cheignieu-la-Balme, Colomieu, Contrevoz, Conzieu, Cressin-Rochefort, Cuzieu, Flaxieu, Groslée-Saint-Benoît, Izieu, Lavours, Magnieu, Marignieu, Massignieu-de-Rives, Murs-et-Gélignieux, Parves et Nattages, Peyrieu, Pollieu, Prémeyzel, Rossillon, Saint-Germain-les-Paroisses, Saint-Martin-de-Bavel, Virieu-le-Grand, Virignin, Vongnes. |
| 5  | Bourg-en-Bresse-1        | Bourg-en-Bresse          | 35.368                 | 1 + Part of Bourg-en-Bresse | Viriat. Del občine Bourg-en-Bresse, ki ni vključen v kanton Bourg-en-Bresse-2. |
| 6  | Bourg-en-Bresse-2        | Bourg-en-Bresse          | 25.779                 | 3 + Part of Bourg-en-Bresse | Péronnas, Saint-Denis-lès-Bourg, Saint-Rémy. Del občine Bourg-en-Bresse, ki je zahodno in južno od določene črte z osjo naslednjih poti in meja: od ozemeljskih meja občine [[Saint-Denis-lès] -Bourg]], železniška proga Bourg-Mâcon, Avenue des Ancies-Combattants, Boulevard Paul-Bert do Place Perrier-Labalme, Avenue Jean-Marie-Verne, Rue de la Fraternité, Rue Amédée-Fornet, Rue Alfred-de- Vigny, Avenue Jean-Marie-Verne, Boulevard Paul-Valéry, Rue Tony-Ferret, Boulevard de Brou, železniška proga Bourg-Bellegarde do prečkanja reka Reyssouze in Reyssouze do ozemeljskih meja občina Montagnat |
| 7  | Ceyzériat                | Ceyzériat                | 25.961                 | 22                          | Certines, Ceyzériat, Chalamont, Châtenay, Châtillon-la-Palud, Crans, Dompierre-sur-Veyle, Druillat, Journans, Lent, Montagnat, Le Plantay, Revonnas, Saint-André-sur-Vieux-Jonc, Saint-Just, Saint-Martin-du-Mont, Saint-Nizier-le-Désert, Servas, Tossiat, La Tranclière, Versailleux, Villette-sur-Ain. |
| 8  | Châtillon-sur-Chalaronne | Châtillon-sur-Chalaronne | 30.182                 | 26                          | L'Abergement-Clémenciat, La Chapelle-du-Châtelard, Châtillon-sur-Chalaronne, Condeissiat, Dompierre-sur-Chalaronne, Garnerans, Genouilleux, Guéreins, Illiat, Marlieux, Mogneneins, Montceaux, Montmerle-sur-Saône, Neuville-les-Dames, Peyzieux-sur-Saône, Romans, Saint-André-le-Bouchoux, Saint-Didier-sur-Chalaronne, Saint-Étienne-sur-Chalaronne, Saint-Georges-sur-Renon, Saint-Germain-sur-Renon, Saint-Paul-de-Varax, Sandrans, Sulignat, Thoissey, Valeins. |
| 9  | Gex                      | Gex                      | 32.195                 | 7                           | Cessy, Divonne-les-Bains, Gex, Grilly, Sauverny, Versonnex, Vesancy. |
| 10 | Plateau d'Hauteville     | Hauteville-Lompnes       | 22.038                 | 28                          | Anglefort, Aranc, Armix, Artemare, Arvière-en-Valromey, Béon, Brénod, Chaley, Champagne-en-Valromey, Champdor-Corcelles, Chevillard, Condamine, Corbonod, Corlier, Culoz, Évosges, Haut-Valromey, Izenave, Lantenay, Outriaz, Plateau d'Hauteville, Prémillieu, Ruffieu, Seyssel, Talissieu, Tenay, Valromey-sur-Séran, Vieu-d'Izenave. |
| 11 | Lagnieu                  | Lagnieu                  | 34.098                 | 26                          | Bénonces, Blyes, Briord, Charnoz-sur-Ain, Chazey-sur-Ain, Innimond, Lagnieu, Leyment, Lhuis, Lompnas, Loyettes, Marchamp, Montagnieu, Ordonnaz, Saint-Jean-de-Niost, Saint-Maurice-de-Gourdans, Saint-Sorlin-en-Bugey, Saint-Vulbas, Sainte-Julie, Sault-Brénaz, Seillonnaz, Serrières-de-Briord, Souclin, Villebois, Villieu-Loyes-Mollon. |
| 12 | Meximieux                | Meximieux                | 33.254                 | 15                          | Balan, Béligneux, Bourg-Saint-Christophe, Bressolles, Dagneux, Faramans, Joyeux, Meximieux, Le Montellier, Montluel, Pérouges, Pizay, Rignieux-le-Franc, Saint-Éloi, Sainte-Croix. |
| 13 | Miribel                  | Miribel                  | 28.916                 | 8                           | Beynost, La Boisse, Miribel, Neyron, Niévroz, Saint-Maurice-de-Beynost, Thil, Tramoyes. |
| 14 | Nantua                   | Nantua                   | 21.409                 | 17                          | Apremont, Béard-Géovreissiat, Belleydoux, Bellignat, Brion, Charix, Échallon, Géovreisset, Groissiat, Maillat, Martignat, Montréal-la-Cluse, Nantua, Les Neyrolles, Le Poizat-Lalleyriat, Port, Saint-Martin-du-Frêne. |
| 15 | Oyonnax                  | Oyonnax                  | 25.692                 | 2                           | Arbent, Oyonnax. |
| 16 | Pont-d'Ain               | Pont-d'Ain               | 21.997                 | 24                          | Bolozon, Boyeux-Saint-Jérôme, Ceignes, Cerdon, Challes-la-Montagne, Dortan, Izernore, Jujurieux, Labalme, Leyssard, Matafelon-Granges, Mérignat, Neuville-sur-Ain, Nurieux-Volognat, Peyriat, Poncin, Pont-d'Ain, Priay, Saint-Alban, Saint-Jean-le-Vieux, Samognat, Serrières-sur-Ain, Sonthonnax-la-Montagne, Varambon. |
| 17 | Replonges                | Replonges                | 31.020                 | 31                          | Arbigny, Asnières-sur-Saône, Bâgé-Dommartin, Bâgé-le-Châtel, Boissey, Boz, Chavannes-sur-Reyssouze, Chevroux, Courtes, Curciat-Dongalon, Feillens, Gorrevod, Lescheroux, Mantenay-Montlin, Manziat, Ozan, Pont-de-Vaux, Replonges, Reyssouze, Saint-André-de-Bâgé, Saint-Bénigne, Saint-Étienne-sur-Reyssouze, Saint-Jean-sur-Reyssouze, Saint-Julien-sur-Reyssouze, Saint-Nizier-le-Bouchoux, Saint-Trivier-de-Courtes, Sermoyer, Servignat, Vernoux, Vescours, Vésines. |
| 18 | Saint-Étienne-du-Bois    | Saint-Étienne-du-Bois    | 22.490                 | 28                          | Beaupont, Bény, Bohas-Meyriat-Rignat, Chavannes-sur-Suran, Cize, Coligny, Cormoz, Corveissiat, Courmangoux, Domsure, Drom, Grand-Corent, Hautecourt-Romanèche, Jasseron, Marboz, Meillonnas, Nivigne et Suran, Pirajoux, Pouillat, Ramasse, Saint-Étienne-du-Bois, Salavre, Simandre-sur-Suran, Val-Revermont, Verjon, Villemotier, Villereversure. |
| 19 | Saint-Genis-Pouilly      | Saint-Genis-Pouilly      | 36.031                 | 4                           | Ferney-Voltaire, Ornex, Prévessin-Moëns, Saint-Genis-Pouilly. |
| 20 | Thoiry                   | Thoiry                   | 28.039                 | 16                          | Challex, Chevry, Chézery-Forens, Collonges, Crozet, Échenevex, Farges, Léaz, Lélex, Mijoux, Péron, Pougny, Saint-Jean-de-Gonville, Ségny, Sergy, Thoiry. |
| 21 | Trévoux                  | Trévoux                  | 33.447                 | 12                          | Beauregard, Frans, Jassans-Riottier, Massieux, Misérieux, Parcieux, Reyrieux, Saint-Bernard, Saint-Didier-de-Formans, Sainte-Euphémie, Toussieux, Trévoux. |
| 22 | Villars-les-Dombes       | Villars-les-Dombes       | 33.511                 | 25                          | Ambérieux-en-Dombes, Ars-sur-Formans, Baneins, Birieux, Bouligneux, Chaleins, Chaneins, Civrieux, Fareins, Francheleins, Lapeyrouse, Lurcy, Messimy-sur-Saône, Mionnay, Monthieux, Rancé, Relevant, Saint-André-de-Corcy, Saint-Jean-de-Thurigneux, Saint-Marcel, Saint-Trivier-sur-Moignans, Sainte-Olive, Savigneux, Villars-les-Dombes, Villeneuve. |
| 23 | Vonnas                   | Vonnas                   | 24.341                 | 19                          | Bey, Biziat, Chanoz-Châtenay, Chaveyriat, Cormoranche-sur-Saône, Crottet, Cruzilles-lès-Mépillat, Grièges, Laiz, Mézériat, Perrex, Pont-de-Veyle, Saint-André-d'Huiriat, Saint-Cyr-sur-Menthon, Saint-Genis-sur-Menthon, Saint-Jean-sur-Veyle, Saint-Julien-sur-Veyle, Saint-Laurent-sur-Saône, Vonnas. |
|    |                          |                          | 647.634                | 393                         | |